# Saarländisches Bergbaumuseum
Das Saarländische Bergbaumuseum befindet sich in der Stadt Bexbach auf dem Gelände des Blumengartens. Als Museumsgebäude dient der Hindenburgturm, zugleich ein Aussichtsturm. Die Präsentation von Großexponaten wie Lokomotiven, Walzenkörpern oder auch neueren Hydraulikschilden setzt sich im näheren Umfeld des Turmes im Blumengarten fort.

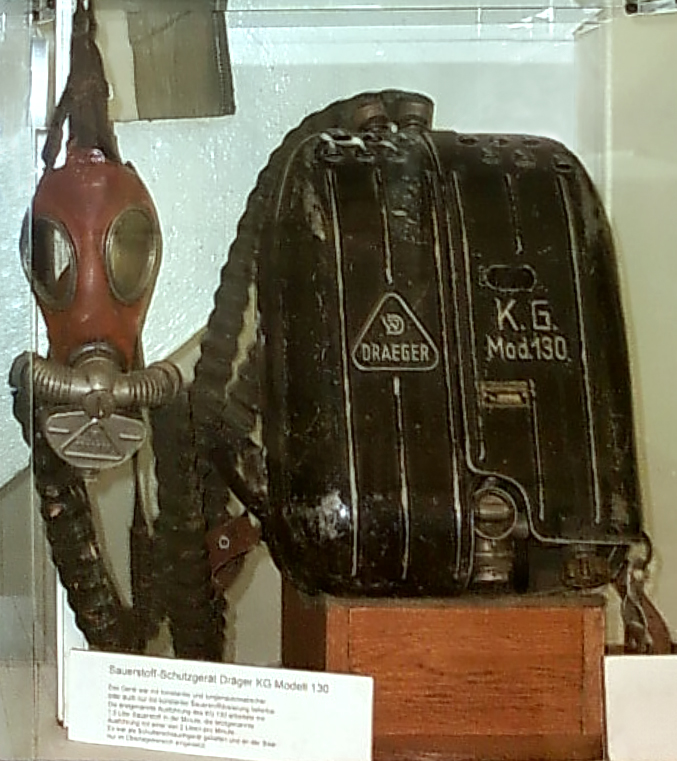
Sauerstoff-Schutzgerät Draeger K. G. Modell 130.

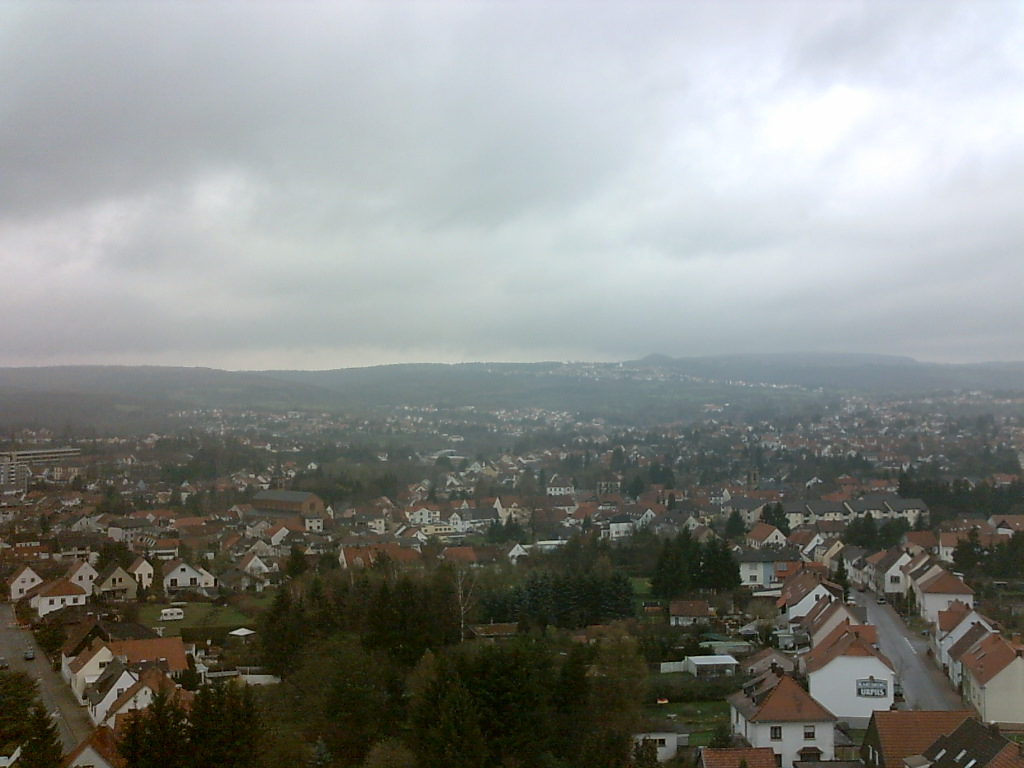
Blick vom Turm des Bergbaumuseums Bexbach.

Das Museum wurde im Jahre 1934 eingerichtet, ständig erweitert und weiterentwickelt. Es beschäftigt sich ausschließlich mit dem Steinkohlenbergbau von den frühen Anfängen im 15. Jahrhundert bis in die Mitte der 1980er Jahre. Da die Geschichte durchgehend auch durch Originalexponate veranschaulicht wird, ist auf Grund der begrenzten Flächen und der Größe der Maschinen eine Darstellung für die Zeit danach nicht mehr möglich. Damit der Besucher auch diese Ära nachvollziehen kann, wird die neuere und aktuelle Technik mittels DVD – Projektion präsentiert.
Als besondere Attraktion kann der Besucher in der realistisch gestalteten unterirdischen Bergwerksanlage die Arbeit des Steinkohlenbergmanns an der Saar vor Ort kennenlernen. Die Anlage zeigt, bedingt durch die Erweiterung, in zeitlichen Abständen die jeweils gerade aktuellen Ausbauarten des saarländischen Steinkohlenbergbaus, vom Holzaufbau, über Stahlstempel bis zu den modernen Hydraulikschilden. Mittels Druckluftsystem können während der Führungen verschiedene Geräte in Betrieb genommen werden, wie etwa Bohrhammer oder Kohlendrehbohrmaschine. Die Besucher können dann diese Geräte selbst bedienen. So wird der Besuch des Museums speziell für Kinder und Jugendliche zu einem besonderen und bleibenden Erlebnis.

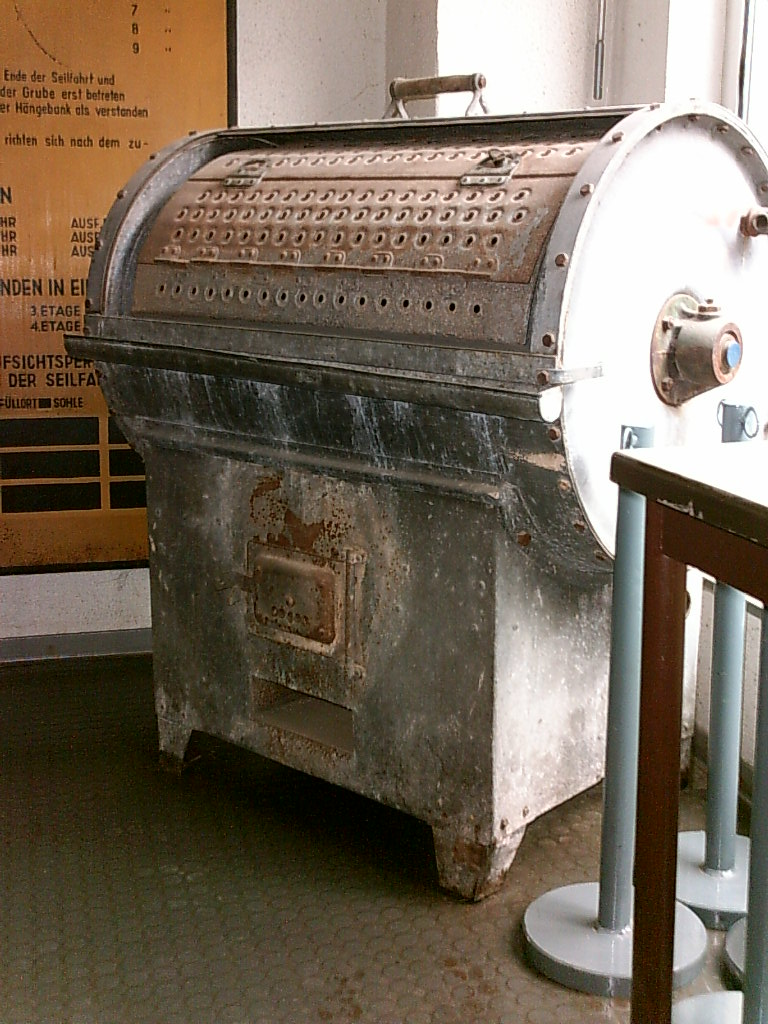
Waschmaschine für Arbeitskleidung.

Das Museum im Hindenburgturm gliedert sich in verschiedene Abteilungen, denen jeweils eine Etage zugeordnet ist. Eine Etage zeigt die wechselvolle Geschichte der Verwaltung der Saargruben zwischen Deutschland und Frankreich von der zeit der Grafen von Nassau-Saarbrücken über Napoleon, die Zeit der Weltkriege bis zur heutigen Verwaltung durch die Deutsche Steinkohle AG. Das Thema Kokserzeugung, wichtig für die Eisenherstellung, die Bergbauaktivitäten auf andere Bodenschätze an der Saar und die Geschichte des Transportes von Mensch und Material unter und über Tage runden die Präsentation ab. Auch die Sozialgeschichte, d. h. die Darstellung des täglichen Lebens der Bergleute, von der Ausbildung über den Hausbau bis zum täglichen Einkauf, der teilweise durch die Grubenverwaltung unterstützt wurde, findet im Museumsturm Raum. Zur Veranschaulichung dient das Modell eines Bergmannshauses mit entsprechender Ausstattung aus dem ausgehenden 19. Jahrhundert.
Weitere Etagen beschäftigen sich mit der Sicherheit und der unterschiedlichen Entwicklung der Technik, dabei auch der Besonderheiten an der Saar im Vergleich zum Bergbau des Ruhrgebietes. Maschinen zur Kohlegewinnung werden auf einer weiteren Etage gezeigt. Im separaten Anbau wird in einer Sonderausstellung das Einwirken des Bergbaus auf die Natur und die Rekultivierung dieser natur präsentiert. Regionale Bergbaugeschichte aus der Stadt Bexbach und eine geologische Abteilung runden die Informationen ab, bevor es durch Waschkaue und Lampenstube in die unterirdische Anlage geht.
Neben dem Bergbaumuseum bietet der Blumengarten unterschiedlich gestaltete Garten-Areale, wie etwa den Luxemburger oder Japanischen Garten, einen Kräutergarten, Seerosenteiche, Biotope und auch einen Wanderweg zum Monte Barbara, einer ehemaligen Bergehalde, die sich die Natur zurückerobert hat und deren Plateau eine Statue der Heiligen Barbara krönt.